# ユリアナ (小惑星)
ユリアナ (816 Juliana) は、小惑星帯の小惑星である。ドイツの天文学者マックス・ヴォルフがハイデルベルクのケーニッヒシュトゥール天文台で発見した。
オランダの王女（1948年に女王として即位）ユリアナにちなんで命名された。